# Neoantlemon apicale
Neoantlemon apicale är en tvåvingeart som beskrevs av Tonnoir 1929. Neoantlemon apicale ingår i släktet Neoantlemon och familjen platthornsmyggor. Inga underarter finns listade i Catalogue of Life.